# ناثان واتكينز
ناثان واتكينز (بالإنجليزية: Nathan Watkins)‏ هو لاعب كرة قدم أمريكي في مركز الوسط، ولد في 26 أبريل 1977. لعب مع Charlotte Eagles ‏.